# Ipotești (Botoșani megye)
Ipotești település Romániában, Moldvában, Botoșani megyében, Mihai Eminescu község központja.

## Fekvése
Botoșani mellett fekvő település.

## Története
Itt, Ipotești faluban született Mihail Eminescu (1850-1889) neves román költő. Szülőháza eredeti alakjában már nem áll, mivel a romossá vált épületet a környék földbirtokosa 1924-ben leromboltatta. Azonban írott dokumentumok, fényképek és a falu idős lakosainak emlékezete alapján 1936-ban újból felépítették. Az épületben először iskola, majd tanítói lakás kapott helyet. A költő születésének 100. évfordulóján 1950-ben múzeumnak rendezték be az épületet, melyben Mihail Eminescu kéziratai, levelei, és a költő életét bemutató dokumentumok, tárgyak kaptak helyet.
Ipoteștit és környékét sűrű erdők veszik körül, a vadregényes erdők mélyén évszázados fákkal övezve kis tó rejtőzik.

## Nevezetességek
- Mihail Eminescu (1850-1889) költő - itt született a településen.